# Marc Vallot
Marc Vallot, né le 24 mai 1962 et mort le 26 février 2001, est un judoka belge qui évoluait dans la catégorie des moins de 78 kg (mi-moyens) et qui était affilié au Judo Club de Neupré dans la province de Liège.
Il meurt à l'âge de 38 ans d'une crise cardiaque.

## Palmarès
Marc Vallot a remporté plusieurs tournois internationaux et a été médaillé de bronze au tournoi Worlcup de Paris en 1989.
Il a été six fois champion de Belgique sénior.
| Chpt de Belgique  | Chpt de Belgique  | 1981 | 1982 | 1983 | 1984 | 1985 | 1986 | 1987 | 1988 | 1989 | 1990 |
| ----------------- | ----------------- | ---- | ---- | ---- | ---- | ---- | ---- | ---- | ---- | ---- | ---- |
| poids mi-moyens   | -78 kg            | -    | -    | 1er  | 1er  | 1er  | -    | 1er  | 1er  | 3e   | 3e   |
| toutes catégories | toutes catégories | 1er  |      |      |      |      |      |      | 2e   |      |      |